# Alejandro Curbelo
Alejandro César Curbelo Aguete (ur. 19 września 1973 w Montevideo) – urugwajski piłkarz występujący na pozycji obrońcy.

## Kariera klubowa
Curbelo zawodową karierę rozpoczynał w zespole Miramar Misiones. Spędził tam sezon 1997. Następnie grał w drużynach Basáñez oraz Central Español, a na początku 2000 roku trafił do salwadorskiej Alianzy FC. Występował tam przez 1,5 roku.
W 2001 roku Curbelo wrócił do Urugwaju, gdzie został graczem klubu Montevideo Wanderers. W 2002 roku przeniósł się do zespołu Club Nacional. W tym samym roku wywalczył z nim mistrzostwo Urugwaju. W połowie 2003 roku ponownie przeszedł do Alianzy. W sezonie 2003/2004 wywalczył z nią mistrzostwo fazy Clausura.
W 2005 roku Curbelo odszedł do Defensora Sporting. Spędził tam rok. Potem grał jeszcze w Cerro Largo oraz Racingu Club de Montevideo. W 2008 roku zakończył karierę.

## Kariera reprezentacyjna
W reprezentacji Urugwaju Curbelo rozegrał 3 spotkania, wszystkie podczas Copa América 2001. Zadebiutował w niej 17 lipca 2001 roku w zremisowanym 1:1 meczu fazy grupowej z Kostaryką. Na tamtym turnieju, zakończonym przez Urugwaj na 4. miejscu, zagrał jeszcze w pojedynkach z Hondurasem (0:1) w fazie grupowej oraz w ćwierćfinale z Kostaryką (2:1).